# Jelena Paleolog
Jelena Paleolog bila je bizantska plemkinja i srpska despotica. Njezini su roditelji bili Toma Paleolog i Katarina Ahajska.
Godine 1446., Jelena se udala za budućeg despota Lazara Brankovića, s kojim je imala tri kćeri. Nakon što je 1456. umro Jelenin svekar, Jelena je postala despotica.
Jelena je pobjegla iz Srbije na grčki otok Leukas, gdje se preobratila na katoličanstvo, umrijevši 7. studenog 1473. godine kao redovnica Hipomona.